# Tống Lê Chân
Tống Lê Chân là một địa danh thuộc địa bàn 2 xã Minh Đức và Minh Tâm, đều thuộc huyện Hớn Quản, tỉnh Bình Phước. Nơi đây từng được biết đến như một 
căn cứ quân sự của Quân lực Việt Nam Cộng hòa, nổi tiếng với sự kiện tiểu đoàn 92 Biệt động quân Việt Nam Cộng hòa cầm cự 510 ngày trong sự phong tỏa của Quân Giải phóng miền Nam Việt Nam từ ngày 10 tháng 5 năm 1972 và rút hầu như nguyên vẹn lực lượng khỏi căn cứ này vào ngày 11 tháng 4 năm 1974. Sự kiện này được phía Việt Nam Cộng hòa tuyên tuyền như một chiến tích nổi bật.